# Karl Baumgarten
Karl Max Hermann Klaus Baumgarten (* 5. Februar 1910 in Wismar; † 16. Oktober 1989 in Rostock) war ein deutscher Pädagoge, Kantor, Heimat- und Bauernhausforscher.

## Leben
Karl Baumgarten wurde als Sohn des Lokomotivführers Adolf Joachim Ludwig Baumgarten geboren. Er besuchte von 1916 bis 1919 die Bürgerschule und danach bis 1921 das Gymnasium in Waren (Müritz), wo Richard Wossidlo sein Lateinlehrer war. Anschließend war er von 1921 bis 1928  an der Großen Stadtschule in Rostock. Von 1928 bis 1930 absolvierte er ein Studium zum Volksschullehrer am Pädagogischen Institut Rostock u. a. bei Johann Ulrich Folkers. Danach war er von 1930 bis 1933 Lehrer der Dorfschule Poppentin und bis 1943 an der Dorfschule Federow bei Waren, wo er auch als Kantor wirkte. 1943 zum Wehrdienst eingezogen, kehrte er 1946 aus amerikanischer Kriegsgefangenschaft zurück und wurde in Rostock ansässig. Zunächst mit Hilfsarbeiten beschäftigt, war er ab 1950 wieder als Lehrer tätig, nach einem Jahr in Kröpelin kam er 1951 an die Rostocker St.-Georg-Schule, wo er Direktor wurde.
Bereits während seines Studiums bei Folkers beschäftigte ihn die Mecklenburger Volkskunde, die Erforschung der bäuerlichen Architektur, die Siedlungs- und Hausforschung. Erste Publikationen erschienen von ihm bereits in den 1940er Jahren. 1955 veröffentlichte er die Schrift „Probleme Mecklenburgischer Niedersachsenhausforschung“ und sein erstes Buch „Das Land der Schwarzen Bauern“. In der Folge wurde er 1957 an die Deutsche Akademie der Wissenschaften zu Berlin (DAW) berufen. Hier wurde ihm 1958 die Leitung der Wossidlo-Forschungsstelle in Rostock übertragen, einer Außenstelle des Instituts für deutsche Volkskunde der DAW. Diese Funktion übte er bis zu seiner Pensionierung im Jahr 1975 aus. Mit dem Buch „Zimmermannswerk in Mecklenburg – Die Scheune“ wurde Baumgarten 1960 zum Dr. phil. promoviert. Er gehörte zu den Initiatoren der im Kulturbund angesiedelten Interessengemeinschaft (IG) „Denkmale ländlicher Volksbauweise“ und war Unterstützer bei der Gründung und dem Aufbau der Freilichtmuseen Klockenhagen, Schwerin-Mueß und Alt Schwerin. Auch der heutige Denkmal-Charakter des Dorfes Lichtenhagen bei Rostock mit seinen niederdeutschen Hallenhäusern ist seiner Initiative zu verdanken. 1982 wurde ihm die Leibniz-Medaille der Akademie verliehen und 1983 erhielt er den Kulturpreis des Bezirkes Rostock. Zu seinem Nachfolger als Leiter der Wossidlo-Forschungsstelle wurde sein langjähriger Kollege Ulrich Bentzien ernannt. Sein Grab befindet sich auf dem Neuen Friedhof in Rostock.

## Nachlass
Baumgartens volkskundlicher Nachlass gelangte 2007 ins Studienarchiv Umweltgeschichte an der Hochschule Neubrandenburg.

## Werke (Auswahl)
- Der Maltzangraben. In: Mecklenburgische Monatshefte Bd. 17.1941, 197, Seite 96–97 (Digitalisat).
- Mecklenburgisches Schicksal – ein Dorf wird gelegt. In: Mecklenburgische Monatshefte Bd. 18.1942, 203, Seite 56–58 (Digitalisat).
- Probleme mecklenburgischer Niedersachsenhausforschung. In: Deutsches Jahrbuch für Volkskunde. Bd. 1 (1955), ZDB-ID 2524-0, S. 169–182.
- Das Land der schwarzen Bauern. Heimatkundliche Plaudereien über den Hägerort. Illustriert von Erika Schumm. Übersichtskarte von Willi Süss, Petermänken, Schwerin 1956, DNB 450275213.
- Rügens "Zuckerhüte". In: Deutsches Jahrbuch für Volkskunde  Bd. 5 (1959), S. 74–86.
- Mecklenburgisches Zimmermannswerk: die Scheune. [Nebst Anlage], o. O. [1960], DNB 480922462, (Dissertation Humboldt-Universität, Philosophische Fakultät Berlin, 4. Mai 1960, 182, 41 gezeichnete Blätter, 49 Tafel, 4 [Maschinenschrift], ein dazugehöriger Abbildungsband befindet sich in der Universitäts-Bibliothek Berlin).
- Zimmermannswerk in Mecklenburg. Die Scheune. Akademie Verlag, Berlin 1960 (1961), OCLC 459486684.
- mit Ulrich Bentzien: Hof und Wirtschaft der Ribnitzer Bauern. Edition und Kommentar des Kloster-Inventarismus von 1620. Akademie-Verlag, Berlin 1963.
- Die Tischordnung im alten mecklenburgischen Bauernhaus. In: Deutsches Jahrbuch für Volkskunde. 1965, S. 5–15.
- Das Bauernhaus in Mecklenburg. Akademie-Verlag, Berlin 1965, 1970 (Neuaufl. u. d. Titel Hallenhäuser in Mecklenburg.).
  - Hallenhäuser in Mecklenburg. 1970.
- Das deutsche Bauernhaus. Eine Einführung in seine Geschichte vom 9. bis zum 19. Jh. Akademie-Verlag, Berlin 1980, ISBN 3-529-02652-2.
- Bauen und Wohnen. In: Mecklenburgische Volkskunde. (1988), S. 254–291.
- Kleine mecklenburgische Bauernhaus-Fibel. Landkreis Rostock (Hrsg.), 3. Auflage, 1992.
- Bauernspeicher in Mecklenburg. In: Volksleben und Volkskultur in Vergangenheit und Gegenwart. (1993), S. 125–141.
- Das deutsche Bauernhaus. Akademie-Verlag, Berlin 1985, (zugleich Veröffentlichungen zur Volkskunde und Kulturgeschichte, Bd. 63).
- mit Angelika Heim (Ill.): Landschaft und Bauernhaus in Mecklenburg. Verlag für Bauwesen, Berlin (1987) 2. durchges. Aufl., 1995, ISBN 3-345-00051-2; zugleich Lizenzausgabe Böhlau, Wien 1988, ISBN 3-205-05094-0.